# KILL FUCK DIE
『KILL FUCK DIE』は、アメリカ合衆国のヘヴィメタル・バンド、W.A.S.P.が1997年に発表した7作目のスタジオ・アルバム。日本で先行発売された。

## 背景
1990年にバンドを脱退したオリジナル・ギタリストのクリス・ホルムズが再加入を果たした。ただし、ホルムズは2018年のインタビューにおいて「俺はこのアルバムで、そんなにたくさんのギターを弾いていなくて、2曲でソロを弾いたぐらいだったかな」と語っている。また、本作ではステット・ホーランドがドラマーとしてクレジットされているが、実際にはドラムマシンが使用されており、ホルムズは前述のインタビューで「誰かさん（ブラッキー・ローレス）は、ロックンロール界における自分の地位をマリリン・マンソンに脅かされるのを恐れたんだよ」とコメントしている。

## 反響・評価
イギリスでは1997年4月12日付の全英アルバムチャートで94位を記録するが、翌週にはチャート圏外に落ち、以後イギリスでは、『ゴルゴタの丘』（2015年）が全英50位を記録するまで、W.A.S.P.のアルバムが全英トップ100入りすることはなかった。
Stephen Thomas Erlewineはオールミュージックにおいて5点満点中2.5点を付け「バンド・サウンドは驚くほど精力的だが、彼らのお決まりであるセックスと血の描写は、10年前の彼らのセルフ・パロディという領域でしかない」と評している。また、『CDジャーナル』のミニ・レビューでは「往年の毒気が復活、ダイナミックで攻撃的なサウンドはかなり刺激的」と評されている。
Eduardo Rivadaviaが2014年に選出した「Top 10 W.A.S.P. Songs」では、本作からの「U」が8位となり、音楽性について「面白味のあるインダストリアル・ミュージック色が取り入れられているが、彼ら本来の苛烈なショック・ロックの一刺しは失われていない」と評されている。

## 収録曲
全曲ともブラッキー・ローレスとクリス・ホルムズの共作。

### 日本盤
1. KILL FUCK DIE - Kill Fuck Die - 4:20
2. テイク・ジ・アディクション - Take the Addiction - 3:41
3. マイ・トーチャード・アイズ - My Tortured Eyes - 4:03
4. キラヘッド - Killahead - 4:07
5. トーキョーズ・オン・ファイア - Tokyo's on Fire - 3:34
6. キル・ユア・プリティ・フェイス - Kill Your Pretty Face - 5:49
7. ウィキッド・ラヴ - Wicked Love - 4:36
8. U - U - 5:10
9. ホラー - The Horror - 8:26

### アメリカ盤・ヨーロッパ盤
1. Kill Fuck Die - 4:20
2. Take the Addiction - 3:41
3. My Tortured Eyes - 4:03
4. Killahead - 4:07
5. Kill Your Pretty Face - 5:49
6. Fetus - 1:23
7. Little Death - 4:12
8. U - 5:10
9. Wicked Love - 4:36
10. The Horror - 8:26

## 参加ミュージシャン
- ブラッキー・ローレス - リード・ボーカル、ギター
- クリス・ホルムズ - リードギター
- マイク・デューダ - ベース、ボーカル
- ステット・ホーランド - ドラムス